# Nino Žugelj
Nino Žugelj, né le 23 mai 2000 en Slovénie, est un footballeur international slovène qui joue au poste d'ailier droit à Djurgårdens IF

## Biographie

### En club
Né en Slovénie, Nino Žugelj commence le football au Slovenj Gradec avant de poursuivre sa formation au NK Dravograd, puis au NK Maribor. C'est avec ce club qu'il joue son premier match en professionnel, le 23 février 2019, lors d'une rencontre de championnat face au NŠ Mura. Il entre en jeu et les deux équipes se neutralisent (1-1 score final).
Žugelj inscrit son premier but en professionnel le 8 juillet 2021, lors d'une rencontre qualificative pour la phase de groupe de la Ligue Europa Conférence 2021-2022 face au FC Urartu. Titulaire, il donne la victoire à son équipe en étant le seul buteur de la partie.
Le 1er août 2022, Nino Žugelj rejoint le FK Bodø/Glimt. Il signe un contrat de trois ans et demi, soit jusqu'en décembre 2025,.
Žugelj marque son premier but pour le FK Bodø/Glimt le 11 septembre 2022, lors d'une rencontre de championnat face au rival du Tromsø IL. Entré en jeu à la place de Marius Høibråten, Žugelj ne peut empêcher la défaite de son équipe (3-2 score final).

### En sélection
Avec les moins de 19 ans il joue cinq matchs entre 2017 et 2019.
Nino Žugelj joue son premier match avec l'équipe de Slovénie espoirs le 6 septembre 2021 contre Andorre. Il est titularisé et son équipe s'impose par un but à zéro.
Il est retenu dans la liste des 26 joueurs slovènes du sélectionneur Matjaž Kek pour participer à l'Euro 2024.

## Palmarès
FK Bodø/Glimt
- Championnat de Norvège (2) :
  - Champion : 2023 et 2024
- Coupe de Norvège :
  - Finaliste : 2023

 NK Maribor
- Championnat de Slovénie (2) :
  - Champion : 2019 et 2022